# 弦打村
弦打村（つるうちむら）は、香川県香川郡にあった村。現在の高松市の弦打地区にあたる。

## 人口
| \| 1920年（大正9年） \| 3,007人 \| \| \| 1925年（大正14年） \| 3,066人 \| \| \| 1930年（昭和5年） \| 3,229人 \| \| \| 1935年（昭和10年） \| 3,265人 \| \| \| 1940年（昭和15年） \| 3,148人 \| \| \| 1947年（昭和22年） \| 4,414人 \| \| \| 1950年（昭和25年） \| 4,547人 \| \| \| 1955年（昭和30年） \| 4,550人 \| \| |         |  |
| 総務省統計局 / 国勢調査（1955年） |         |  |
| 1920年（大正9年） | 3,007人 |  |
| 1925年（大正14年） | 3,066人 |  |
| 1930年（昭和5年） | 3,229人 |  |
| 1935年（昭和10年） | 3,265人 |  |
| 1940年（昭和15年） | 3,148人 |  |
| 1947年（昭和22年） | 4,414人 |  |
| 1950年（昭和25年） | 4,547人 |  |
| 1955年（昭和30年） | 4,550人 |  |

## 歴史
- 1890年2月15日 - 町村制施行に伴い、香川郡鶴市村（つるいちむら）、飯田村（いいだむら）、郷東村（ごうとうむら）が合併し、弦打村が発足。
- 1956年9月30日 - 高松市に編入合併。同日付で弦打村が廃止。

## 弦打村を舞台とした作品
- 菊池寛『義民甚兵衛』（全文）

## 施設
- 愛国飛行場:1934年（昭和9年）5月22日に総合運動場とともに開場[2]。
- 高松競馬場:愛国飛行場の跡地に建設された。